# 5월법

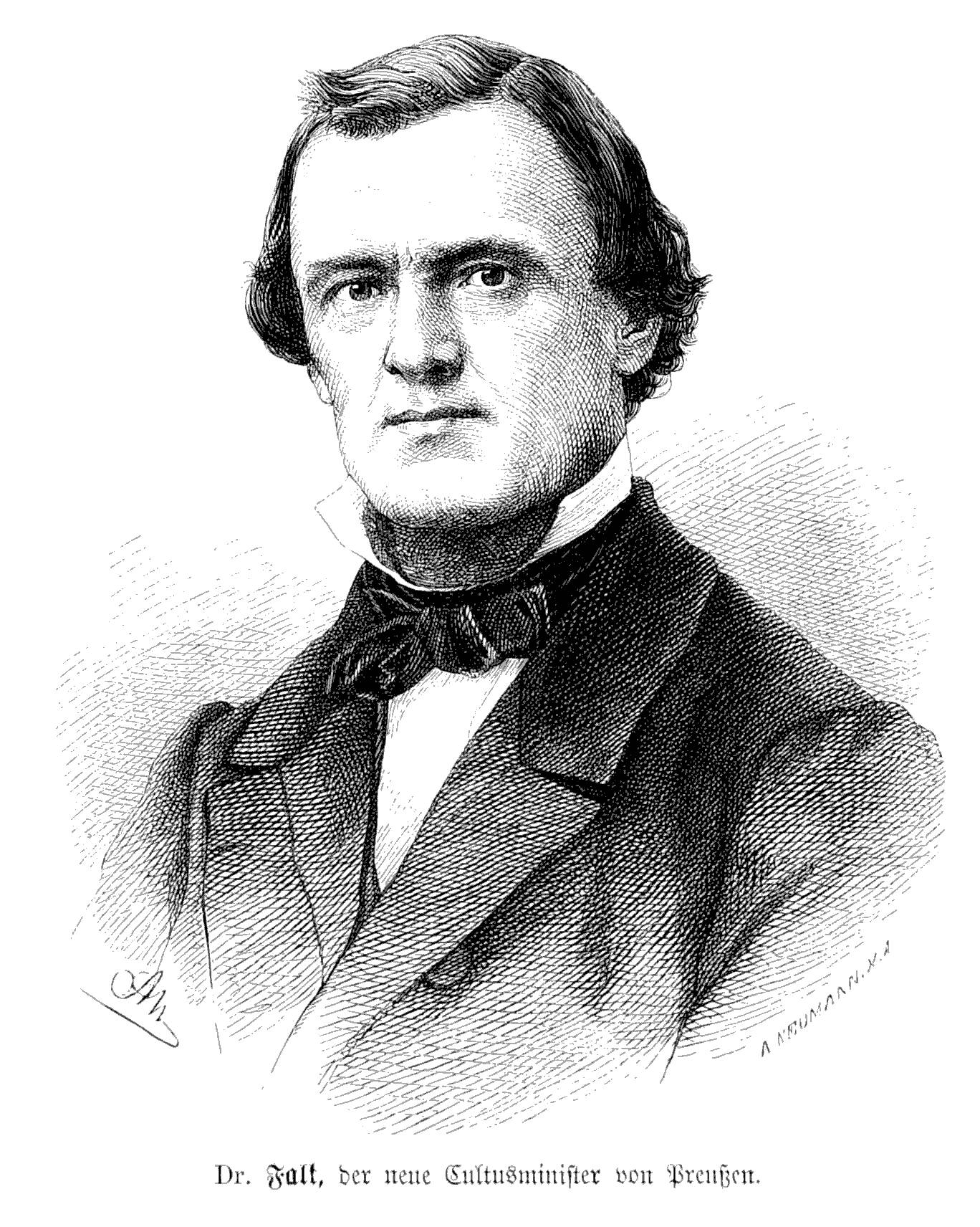
1872년 신문 디 가르텐라우베에 실린 프로이센 문화부 장관 아달베르트 팔크

팔크 법 또는 5월 법(독일어: Maigesetze)은 1873년부터 1875년까지 로마 가톨릭교회와의 문화투쟁 갈등 중에 독일 제국의 프로이센 왕국에서 제정된 입법안이다. 이 법은 프로이센 문화부 장관이었던 아달베르트 팔크(1872–1879)의 이름을 따서 명명되었다.
5월 법은 독일 제국 수상인 오토 폰 비스마르크의 전폭적인 지지를 받았지만, 실제 작성자는 프로이센 문화부 장관으로서 공공 예배 규제에 대한 국가 권한을 가졌던 팔크였다. 5월 법 이전에는 공공 예배 부서 내 가톨릭 부서 폐지(1871년), 국가의 교육 독점 통제, 제국의 예수회 추방(1873년)이 있었다. 1년 후에는 예수회와 연합된 종교 단체로 여겨지는 리뎀프토리스트, 라자리스트, 성령의 사제단, 성심 수녀회에 대해서도 추방령이 내려졌다.

## 배경
교황령에 영향을 미친 이탈리아 통일 시기에 교황 비오 9세는 1864년 80개의 테제가 거짓 교리로 비난받은 오류표와 종교의 자유 및 정교분리에 반대하는 회칙 콴타 쿠라를 발표했다. 1870년 여름 제1차 바티칸 공의회는 교황의 사법권을 확정하고 그의 교황 무류성을 교조주의로 선포했다. 이러한 발전은 주로 개신교 국가인 프로이센이 지배하는 새로 수립된 독일 제국의 자유주의 진영에서 "울트라몬타니즘"으로 의심스러운 시각으로 받아들여졌고, 동시에 독일 중앙당에서는 정치적 가톨릭주의 세력이 조직되었다. 특히 오토 폰 비스마르크 수상은 프로이센의 포젠주, 서프로이센, 오버슐레지엔에 거주하는 독일 폴란드인들과 알자스-로렌의 프랑스인들에 대한 이들의 후원을 주목했다.
1871년 비스마르크는 성직자의 정치 문제에 대한 공개 발언을 금지하는 강단법을 독일 독일 형법에 시행했다. 그니에즈노 로마 가톨릭 대교구의 대주교 미에치스와프 할카 레두호프스키는 이를 위반하여 2년형을 선고받았다. 1872년의 "예수회 법"은 독일국 영토 내에서 예수회의 어떤 지부 설치도 금지했다. 1872년 3월 11일, 아달베르트 팔크 장관은 법적으로 프로이센에서 학교에 대한 모든 가톨릭 또는 개신교 행정권을 폐지하고 감독권을 교육부 단독으로 배정했다. 바티칸 시국과의 독일 외교 관계는 교황 비오 9세가 대사 구스타프 아돌프 호엔로헤를 거부한 후 단절되었고, 비스마르크는 3월 14일 국가 의회에서 "우리는 카노사로 가지 않을 것이다"라는 연설로 이를 언급했다.

## 개요
1873년의 핵심 5월 법은 주로 다음과 같다.
- 95. 5월의 법은 성직자의 교육과 임명에 관한 것이었다. 이에 따르면 성직자 직위는 독일 김나지움에서 교육을 받고, 독일 대학에서 3년간 신학을 공부했으며, 국가 시험에 합격하고, 주교의 추천을 받아 주지사가 승인한 독일인에게만 개방되었다.
- 96. 5월 12일 법은 성직 상위자들의 징계 권한에 관한 것이었고, 교회 문제를 결정하기 위한 세속 법원을 설립하여 특정 상황에서 성직자를 그 직위에서 해임할 권리를 부여했다.
- 97. 5월 13일 법은 교회의 처벌 권한을 제한했다.
- 98. 5월 14일 법(Austrittgesetz 또는 "분리법"으로 알려짐)은 교회를 떠나고자 하는 가톨릭교도나 개신교도들을 위한 규칙을 정했으며, 세속 판사 앞에서 자신들의 의사를 표명하는 것으로 충분하다고 선언했다. Austrittgesetz의 초기 버전은 유대인 공동체에서 태어난 유대인이 종교로서의 유대교를 떠나는 것을 허용하지 않았는데, 사회적으로 유대인 공동체를 떠났더라도 마찬가지였다. 이는 그리스도인들에게는 부여된 특정 권리가 유대인에게는 거부되는 것이었으므로, 자유주의 유대인과 정통 유대인 모두 이러한 법적 차별에 항의했고, 빌헬름 2세 황제에게 법 개정을 성공적으로 청원하여 1876년 5월에 개정되었다. 이후 유대인은 자신의 회중을 탈퇴하더라도 더 이상 유대인으로 간주되지 않았다.[1]

추가적인 법률은 다음과 같다.
- 1874년 5월 법은 주 행정부가 반대하는 성직자를 국외 추방할 수 있도록 했으며, 1년 후 간호업에 종사하는 단체를 제외한 모든 회중이 해산되었다.
- 1875년 2월 6일의 민사등록법(독일어: Zivilstandsgesetz; 정식 명칭: Gesetz über die Beurkundung des Personenstands und die Eheschließung)은 특히 시민 결혼을 의무화하고 어린이 세례 요건을 폐지했다.[3]
- 1875년 4월 프로이센 의회를 통과한 "빵 바구니 법"은 독일 제국의 우위를 공식적으로 인정하지 않는 성직자들에게 국가 지원을 박탈했다.

## 규제

### 저항과 억압
가톨릭의 저항에 직면하여, 1873년 5월 법은 성직자 양성 및 임명에 대한 책임을 국가에 부여했으며, 이로 인해 1878년까지 프로이센의 신학교 중 거의 절반이 폐쇄되었다. 모든 성직자는 대학 교육을 이수하고 국가 시험을 치러야 했다. 그의 임명은 프로이센의 주의 오베르프레지덴트(상급 대통령)에게 공개 의무가 있었고, 그는 거부권을 가졌다. 1월 프로이센 의회에서 법안이 낭독될 때, 독일 진보당의 의원 루돌프 피르호는 이 법안을 교회로부터의 자유를 위한 문화투쟁이라고 불렀고, 이 용어는 곧 양측에 의해 채택되었다. 이 규제는 신학생 수를 줄이고 사제 없는 교구를 늘려, 많은 지역에서 절반의 교구가 비어 수십만 명의 가톨릭 신자들이 정기적인 영적 보살핌을 받지 못하게 했다. 트리어에서는 가톨릭 신자들이 신학교 폐쇄에 대응하여 신학생들을 집으로 데려와 비공식적으로 수업을 진행했다. 더 흔하게는 신학생들이 해외로 보내져 교육을 받았지만, 이러한 임시방편적인 조치들은 5월 법으로 인한 손실을 거의 만회하지 못했다.
동시에 교회 문제에 대한 프로이센 법원이 설립되었다. 국가 법률에 위배되는 행동을 하는 주교는 해임 선언되었다. 1873년 10월, 마인츠 로마 가톨릭 교구의 주교이자 독일 중앙당 창립자인 빌헬름 에마누엘 프라이헤르 폰 케텔러는 케벨라어 순례 중에 5월 법을 공개적으로 비난한 혐의로 체포되어 2년형을 선고받았고, 이는 격렬한 항의를 불러일으켰다. 1874년 3월, 트리어 로마 가톨릭 교구의 주교 마티아스 에버하르트는 체포되었고, 1876년 9개월간의 구금에서 풀려난 직후 사망했다. 5월 법에 위배되는 성직자들을 돕는 자들은 벌금, 체포 및 투옥의 대상이 되었으며, 1875년 첫 4개월 동안 210명이 그러한 범죄로 유죄 판결을 받았다. 1874년 7월 13일, 바트 키싱겐에서 가톨릭 도제공이 비스마르크를 암살하려는 시도가 실패했다.
1876년 1월, 바이에른의 파르처 차이퉁은 바이에른 육군 장관이 이전에 사제와 신학생에게 부여되었던 징병 면제를 중단하라는 경고를 받았다고 보도했다.

### 개정 및 폐지
이 법들은 헌법과 너무나 달라서 교회의 독립성과 자치권을 보장하는 두 조항(15, 18)은 먼저 개정되어야 했고(1873년), 마침내 다른 조항(16)과 함께 완전히 폐지되었다. 이 법을 위반하면 심각한 처벌이 따랐지만, 프로이센 주교단은 이 법들을 전면적으로 거부했다. 특히, 그들은 정부에 후보자를 추천하는 것을 거부하여 교회와 국가 간의 갈등으로 이어졌다. 주교들과 많은 성직자들은 벌금을 물거나 투옥되었고, 일부는 직위에서 해임되었는데, 특히 그네센-포젠의 대주교 레두호프스키와 쾰른의 멜헤르스, 뮌스터의 브링크만, 림부르크의 블룸, 브레슬라우의 포스터, 파더보른의 마틴 등 네 명의 주교, 그리고 포젠의 야니셰프스키 보좌주교가 이에 해당했다.
더욱이 5월 법은 더욱 엄격해졌다. 군사법에 따라 신학생들은 병역 특권을 잃었다. 주교 행정관과 주교들은 국가 법에 대한 복종을 서면으로 표명하기 전까지는 국가로부터의 급여가 보류되었다. 종교 단체는 병자 간호에 헌신하는 단체를 제외하고는 해산되었다(1875년). 세속 법원에서 직위에서 추방되었을 때 복종을 거부하는 성직자들은 특정 지역 또는 제국에서 추방될 수 있다는 법이 통과되었다(1874년).
정부는 교회를 상대로 법을 집행하기 위해 많은 노력을 기울였지만 허사였다. 대부분의 성직자와 평신도들은 주교들에게 충성을 유지했고, 루트비히 빈트호르스트가 이끄는 중앙당은 제국 의회에서 매년 의석을 늘려갔다. 5월 법은 마침내 두 가지 포괄적인 법(1886년 5월 21일과 1887년 4월 29일)에 의해 수정되었는데, 이는 본질적으로 교회에 교회 교육에 대한 통제권을 넘겨주었고, 성직자에 대한 교황의 징계 권한 재확인을 허용했으며, 공공 예배와 성례전 집행을 복원하고, 교회 징계 조치를 적용하도록 허용했으며, 종교 단체의 복귀 희망을 안겨주었다. 1905년에 반예수회법이 수정되면서 5월 법의 마지막 잔재가 사라졌다.

## 여파
5월 법은 성직자들의 삶을 더 힘들게 하는 데 성공했지만, 가톨릭 저항의 완전한 붕괴를 야기하고 국가가 교회를 완전히 통제하는 데 실패한 것은 문화투쟁의 더 넓은 실패의 한 측면이다. 비스마르크는 궁극적으로 구 가톨릭교회의 분리에도 불구하고 독일 가톨릭 신자들의 단합을 촉진하고 로마 교황청과의 유대를 강화했다. 1874년 독일 연방 선거에서 가톨릭 중앙당은 27.9%의 득표율을 얻어, 국가의회에서 두 번째로 강력한 의회 그룹으로서의 지위를 확인했다. 더욱이, 수상의 조치는 그의 국민 자유주의 개신교 동맹국들 중 일부를 불쾌하게 했다. 비스마르크는 독일 사회민주당의 부상에서 새롭고 더 심각한 위협을 감지했으며, 자신의 반사회주의자 법을 제정하기 위해 가톨릭 신자들의 지지 없이는 안 된다는 것을 알고 있었다.
교황 비오 9세는 1878년 2월 7일 사망했고, 그의 후계자인 교황 레오 13세와의 협상에서 5월 법의 영향은 완화되었다. 외교 관계는 1882년에 재개되었고, 문화투쟁은 1886/87년의 "평화 법"에 의해 공식적으로 종료되었다.

## 내용주
1. ↑  독일 역사학에서는 이 직책을 비공식적으로 프러시아 Kultusminister ("프로이센 문화부 장관")라고 부르지만, 1849년에서 1918년 사이의 공식 명칭은 Minister der geistlichen, Unterrichts- und Medizinalangelegenheiten ("종교, 교육 및 의료 문제 장관")이었다.